# سوهان لال جين
سوهان لال جين (بالإنجليزية: Sohan Lal Jain)‏ هو عالم حفريات هندي عمل لسنوات عديدة في المعهد الهندي للإحصاء، كولكاتا. أطلق اسمه على ديناصورات من رتبة الصوروبودا (Jainosaurus)، وكان اسمه تكريما له بعد أن تم التعرف على أنها جنس متميز على الرغم من أنه كان يعتقد في البداية أنها نوع من أنتاركتوسورس. وكانت مساهماته الرئيسية الأخرى في علم الحفريات في دراسة سرينوب براينكيس وبعض السلاحف الأحفورية.